# Анджей Стано
Анджей Стано гербу Ґоздава — адвокат, підчаший львівський (1642—1651), підкоморій сяноцький (з 1651), маршалок коронаційний Судової Вишні у 1649 році. Син Єжи Стано, посла Речі Посполитої до Османської імперії і Московського царства. У 1658 році побудував костел у Рудках.
10 червня 1653 року під Сянком відбувся з'їзд сяноцької шляхти, який курував Анджей Стано. На цьому з'їзді було підтверджено намір про проведення найму та мобілізації ланового жовніра. Щоб шляхта прибула у визначений термін з поборовими квитами та привела на військовий огляд жовнірів, підкоморій сяноцький звернувся до них з універсалом, вирядивши при цьому п'ять вершників своїми силами.
У 1655 році, під час вторгнення в Річ Посполиту шведських військ, на зборі посполитого рушення Анджей Стано був призначений ротмістром хорогви.
Під час вторгнення військ Юрія II Ракоці у Річ Посполиту, як підкоморій сяноцький видав універсал, згідно з яким призначив збір посполитого рушення шляхти на 6 лютого 1657 року. За станом здоров'я відмовився брати участь в мобілізації, доручивши цю роботу сяноцькому хорунжому.